# Josep Calassanç Noguera i Falguera
Josep Calassanç Noguera i Falguera (Olot, 4 de març del 1894 – Olot, 23 de maig del 1920). Sacerdot escolapi, mestre i dibuixant català.

## Biografia
Alumne de l'Escola Pia d'Olot, ingressà a l'orde el 16 de setembre de 1900 i hi professà el 17 d'agost de 1902. En professar es canvià el nom de pila, Francesc, pel del fundador de l'Escola Pia. Començà tot seguit els estudis eclesiàstics a Iratxe, però als dos anys emmalaltí i tornà (1904) a Catalunya. Va ser destinat a Calella per continuar els estudis privadament i refer la salut. El 1908 va ser enviat a l'Escola Pia de Sarrià (Barcelona), comunitat on va romandre la resta de la seva vida. El 27 de març de 1909 va ser ordenat sacerdot.
Començà el magisteri a primària i després passà a batxillerat on impartí geografia, història i llatí. Programà la introducció del dibuix als alumnes de primer ensenyament. A les classes complementàries per als interns ensenyà pintura i dibuix. Col·laborà amb el mestre Antoni Alarma en la confecció dels decorats per a les obres de teatre que se celebraven al centre. Organitzava i ornamentava les exposicions de treballs escolars de fi de curs, però després de la seva mort es deixaren de fer aquestes exposicions. Aprengué la tècnica al costat del pare Ramon Hostench i Noguera, reconegut aquarel·lista de l'Escola paisatgística d'Olot.
Va elaborar el programa de l'ensenyament del dibuix per a les tres classes de primària, però només deixà redactat el primer volum. El seu germà Constantí el publicà després de la seva mort.

## Obra escrita
- Josep Calassanç Noguera i Falguera: El Dibuix del Noi. Mètode d'iniciament del dibuix a l'Escola Primària, dividit en tres cicles. Primer cicle. Barcelona: Editorial Catalana, ca. 1920. X làmines; 16 x 24 cm